# Średnia Szkoła Rzemiosł w Krakowie
Średnia Szkoła Rzemiosł w Krakowie – żydowska szkoła rzemieślnicza znajdująca się na Kazimierzu w Krakowie, przy ulicy Podbrzezie 3.
Szkoła znajdowała się w dwupiętrowym budynku wybudowanym w latach 1937–1938, z inicjatywy Żydowskiego Towarzystwa Szkoły Ludowej i Średniej w Krakowie. W bocznych skrzydłach budynku mieściły się warsztaty szkolne.
Zaraz po wybuchu II wojny światowej i wkroczeniu wojsk niemieckich do Krakowa szkoła została zamknięta. Obecnie w budynku znajduje się Instytut Biologii oraz Wydział Sztuki Uniwersytetu Pedagogicznego im. Komisji Edukacji Narodowej w Krakowie.

## Galeria

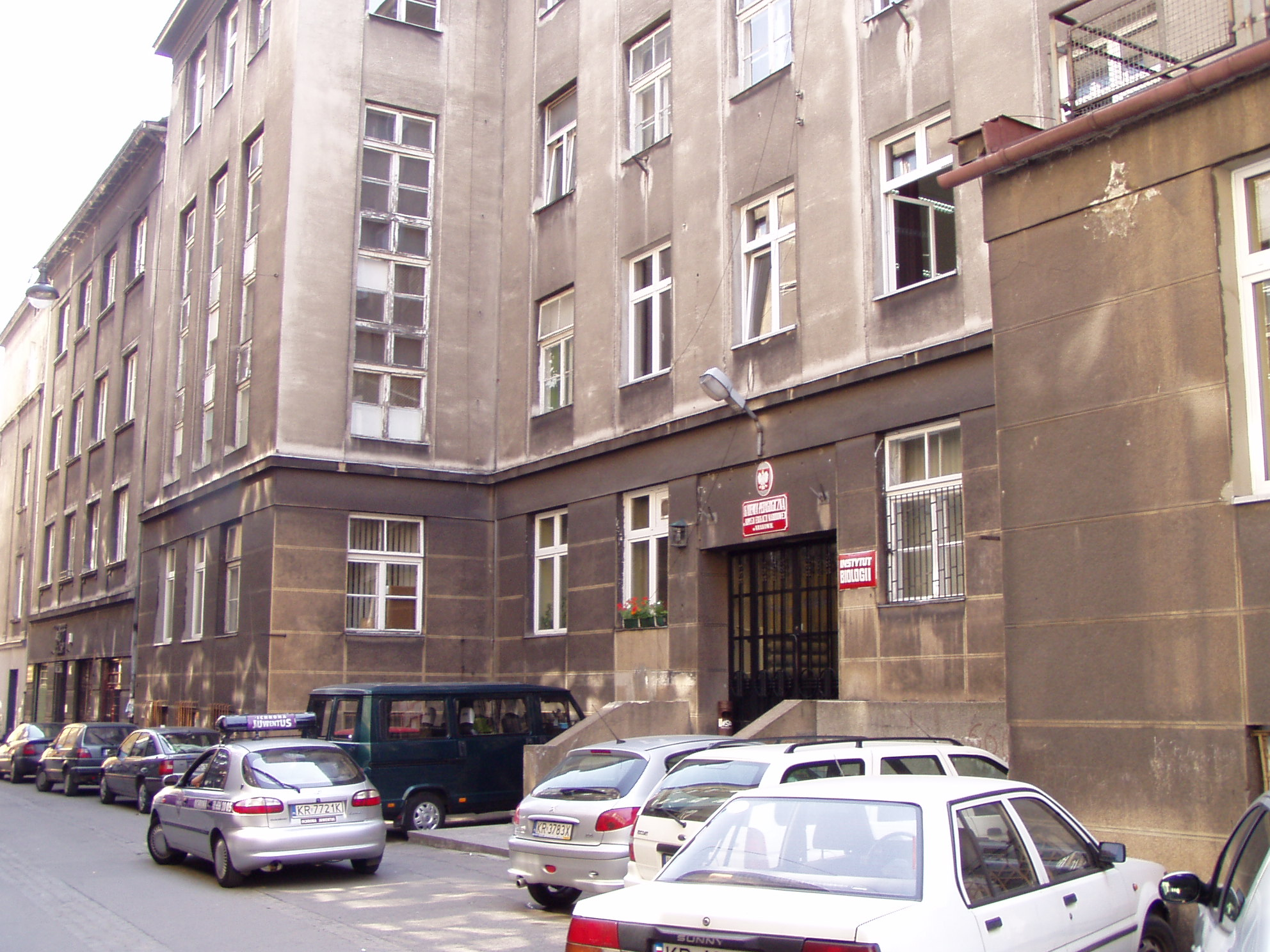
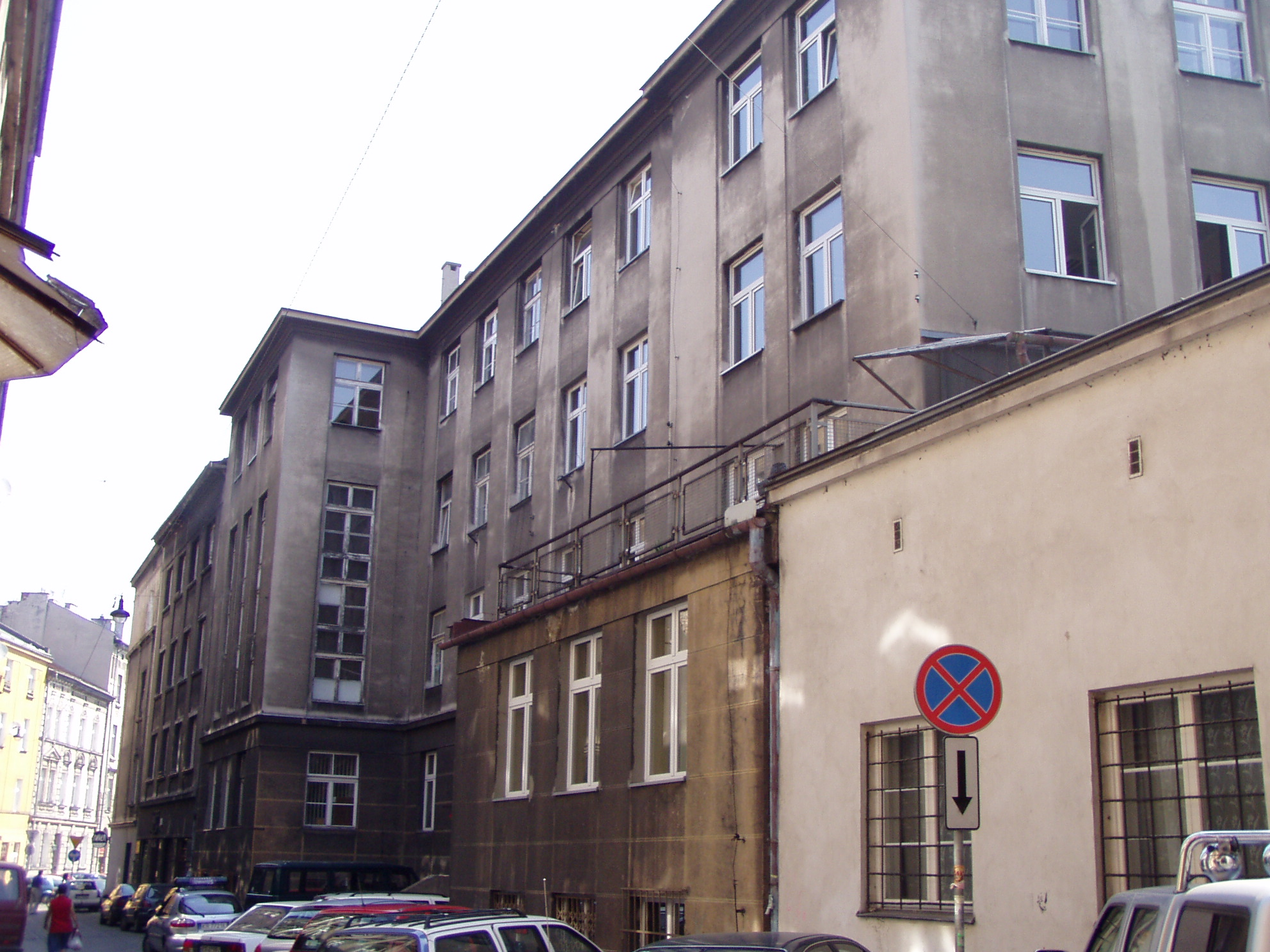
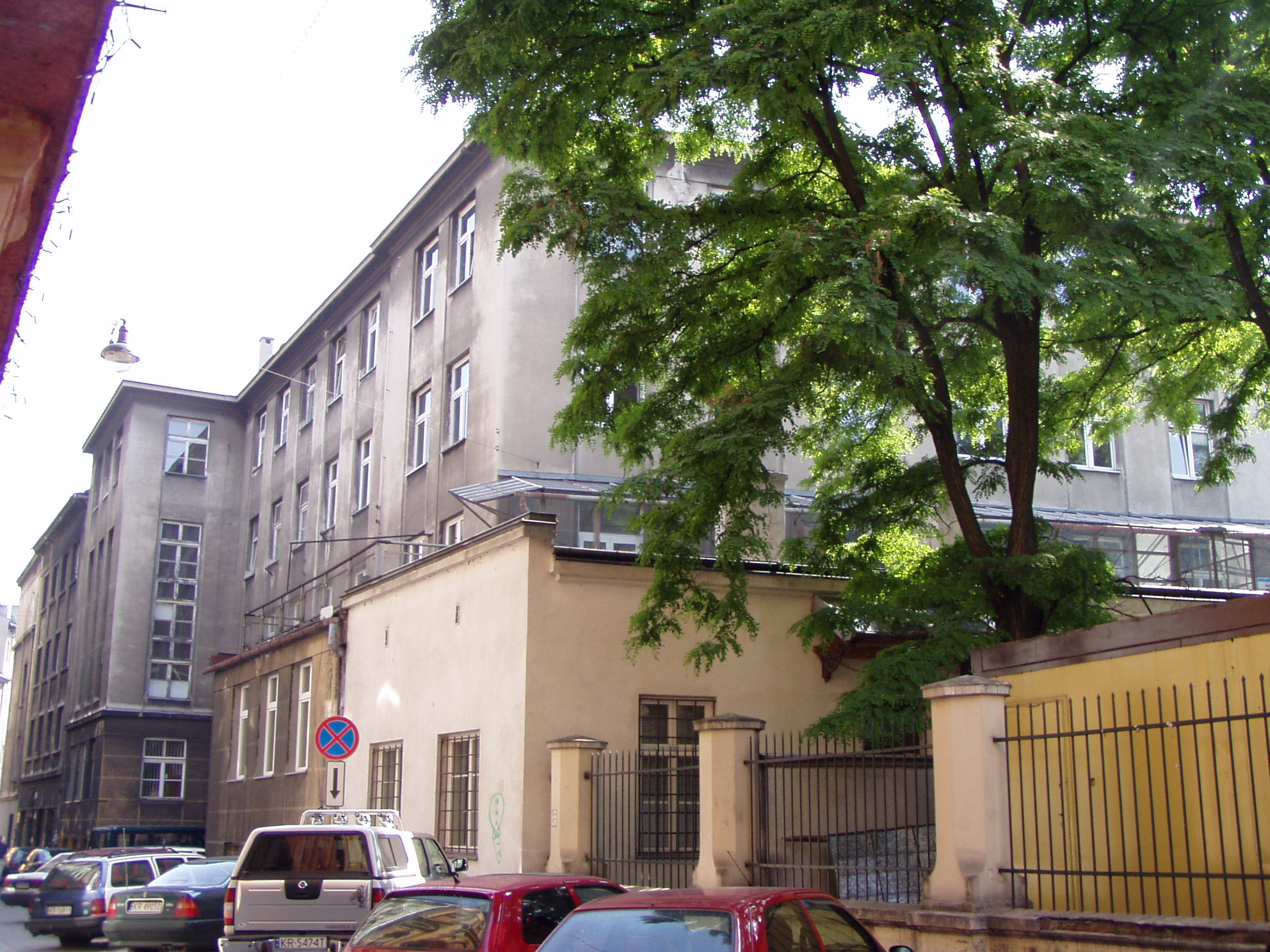